# Neutralismus
Neutralismus je vzájemné soužití dvou či více jedinců, při kterém není ovlivňován ani jeden z nich. Je jedním z druhů symbiózy.[zdroj⁠?!]